# Slovinska Kovačica
Slovinska Kovačica – wieś w Chorwacji, w żupanii bielowarsko-bilogorskiej, w gminie Nova Rača. W 2011 roku liczyła 137 mieszkańców.